# バトゥ・ウルス

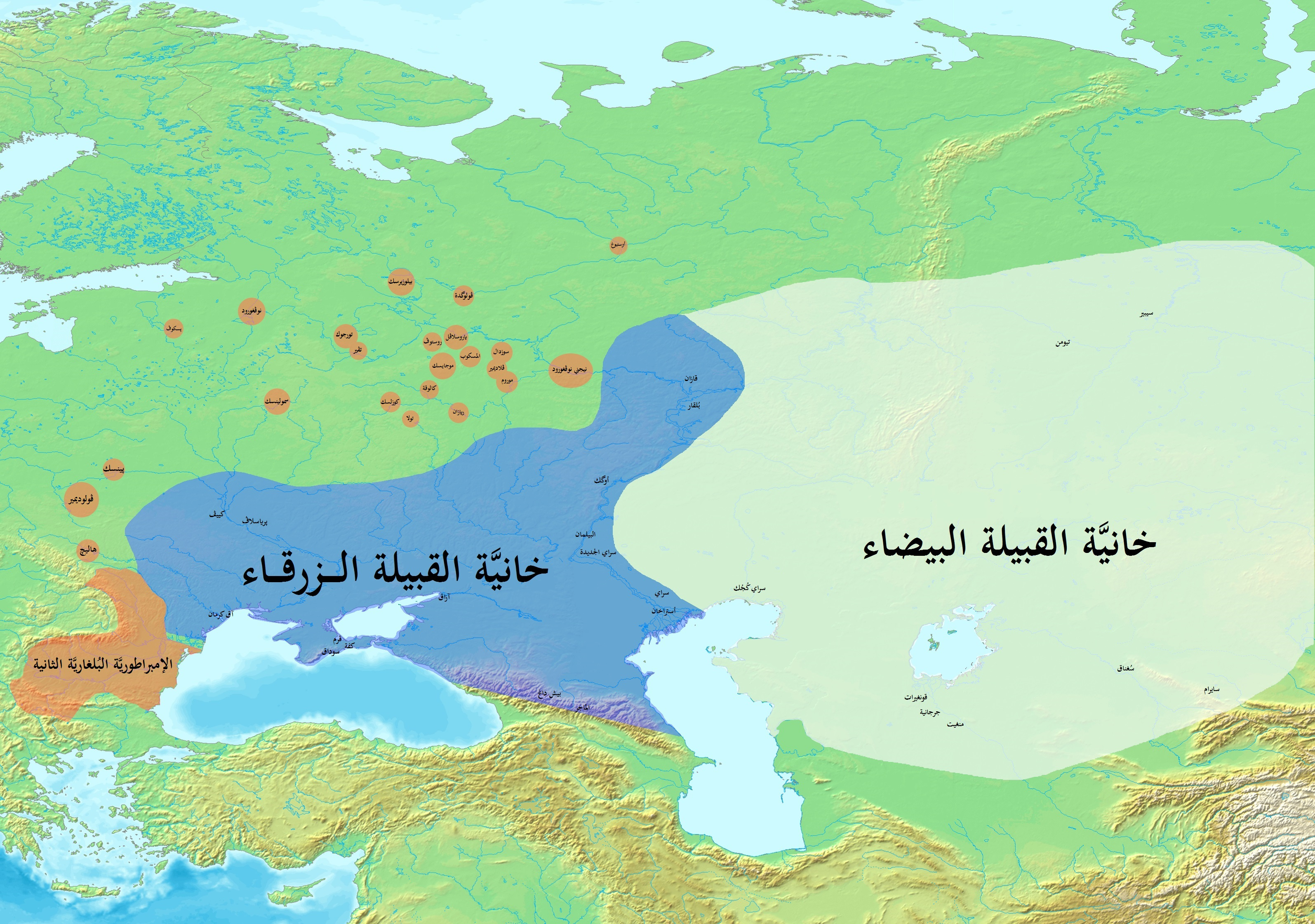
バトゥ・ウルス＝白帳汗国とオルダ・ウルス＝青帳汗国（ただし、地図中では色が逆となっている）

バトゥ・ウルス（ulūs-i bātū）は、ジョチの次男のバトゥを始祖とする政権。モンゴル帝国を構成する遊牧国家（ウルス）の一つで、ジョチ・ウルスの右翼部に相当する。13世紀から15世紀にかけてヨーロッパロシア南部の草原地帯（現在のロシア連邦南部連邦管区・沿ヴォルガ連邦管区及びウクライナ南部）を支配し、またルーシ諸公国を間接支配下に置いたが、15世紀半ばにカザン・ハン国/アストラハン・ハン国/クリミア・ハン国といった諸ハン国に分裂した。
一般的にはキョク・オルダ（青帳汗国）の名称でも知られるが、近年ではアク・オルダ（白帳汗国）こそが正しい名称であるとされており、書籍では両者が混在する状態にある。

## 概要

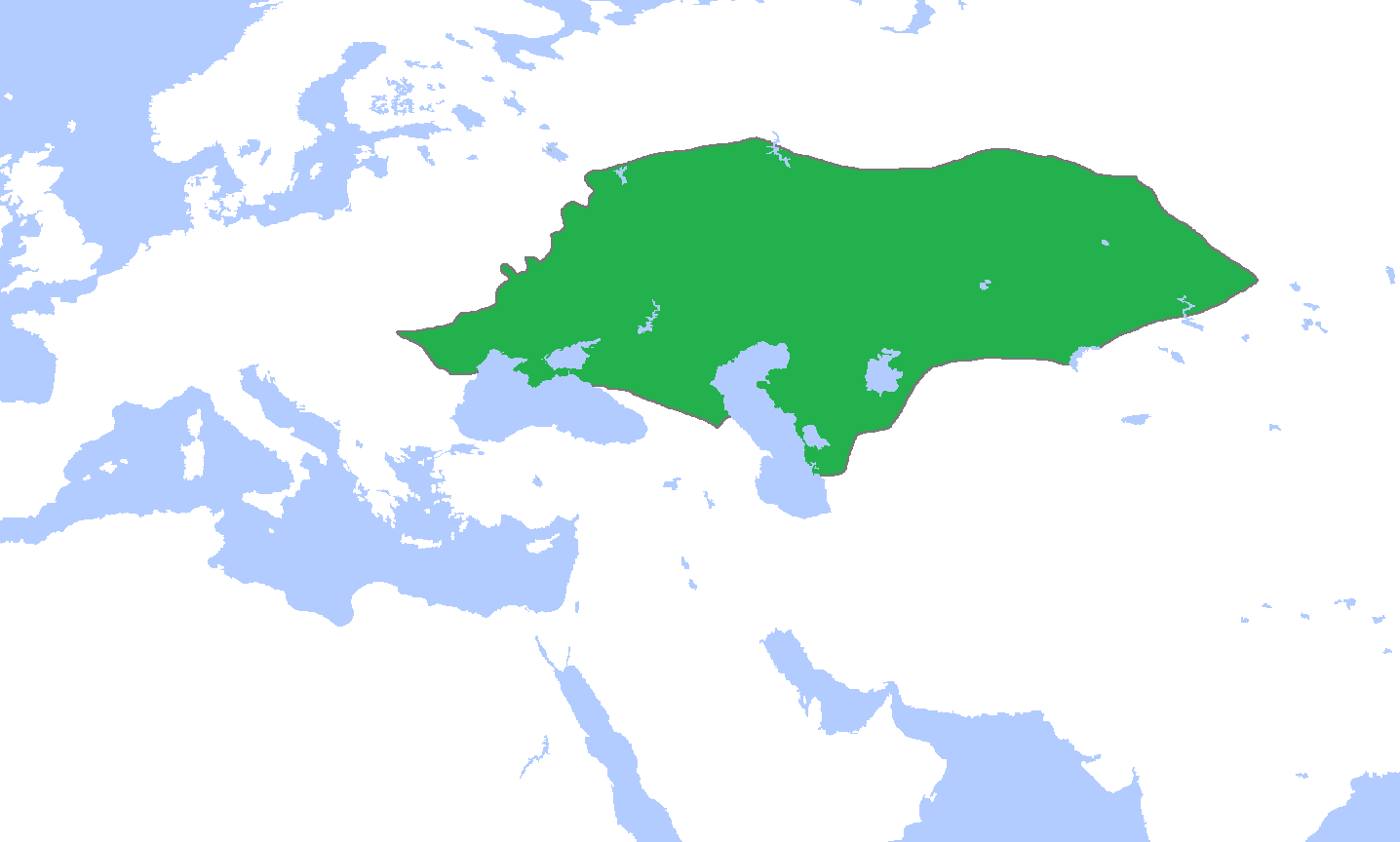
1300年頃のジョチ・ウルス地図

1206年、チンギス・カンによって創設されたモンゴル帝国はチンギス・カン一族が分有するウルスの連合体という側面を有しており、チンギス・カンの長男のジョチもまた4つの千人隊とイルティシュ河流域の遊牧地を与えられて「ジョチ・ウルス」を創設した。ジョチもまた生前の内から自らの所領を息子たちに分け与えていったが、その中でも長男のオルダが一部の弟たちのウルスを傘下に置いて「ジョチ・ウルスの左翼部」を構成し、残りの兄弟が次男のバトゥを主として「ジョチ・ウルスの右翼部＝バトゥ・ウルス」を形成したとされる。
しかし、「ジョチ・ウルスの右翼」の形成については研究者によって異論があり、大きく分けて(1)ジョチ・ウルスの創設当初から既に「右翼＝バトゥ・ウルス」と「左翼＝オルダ・ウルス」の左右両翼体制であったとみる説、(2)当初は右翼・中央・左翼の三極体制であったが、14世紀以後左右両翼体制に移行したとする説、という2通りの考え方がある。いずれの説をとるにせよ、14世紀以後のジョチ・ウルスが「右翼＝白帳＝バトゥ・ウルス」と「左翼＝青帳＝オルダ・ウルス」の左右両翼体制であったと内外ともに認識されていたことは間違いない。
バトゥ・ウルス＝ジョチ・ウルス右翼部は、15世紀以後には「アク・オルダ（aq orda、「白いオルダ」の意）」とも呼ばれるようになり、そのため欧米圏ではWhite horde（日本語文献では白帳汗国と意訳される）と表記されることも多い。ただし、「アク・オルダ」という表記はバトゥ・ウルスが分裂・解体しつつあった14世紀後半に始まるものであり、同時代的な呼称ではないことには注意が必要である。また、「青帳」と「白帳」 という呼称は20世紀半ばまでそれぞれ右翼＝バトゥ・ウルスと左翼＝オルダ・ウルスの呼称と考えられてきたが、研究の進展により1970年代以降実際には逆ということがわかり、「右翼＝白帳＝バトゥ・ウルス/左翼＝青帳＝オルダ・ウルス」が新説として広まったという経緯がある。そのため、古い時代に発行された書籍では、右翼＝青帳/左翼＝白帳と紹介しているものも多い。
「ジョチ・ウルス右翼＝白帳＝バトゥ・ウルス」は14世紀までバトゥの直系によって治められていたが、14世紀半ばに他のモンゴル系政権同様弱体化しバトゥ家は断絶した。代わって浮上したのが同じく右翼に属するシバン家と本来は左翼に属するトカ・テムル家で、特に14世紀末にトクタミシュ・ハンがジョチ・ウルスを一時的に再統一した後は、バトゥ・ウルスとその後継国家はほとんどがトカ・テムル系王族によって治められるようになった。

## 歴史

### バトゥ・ウルスの成立

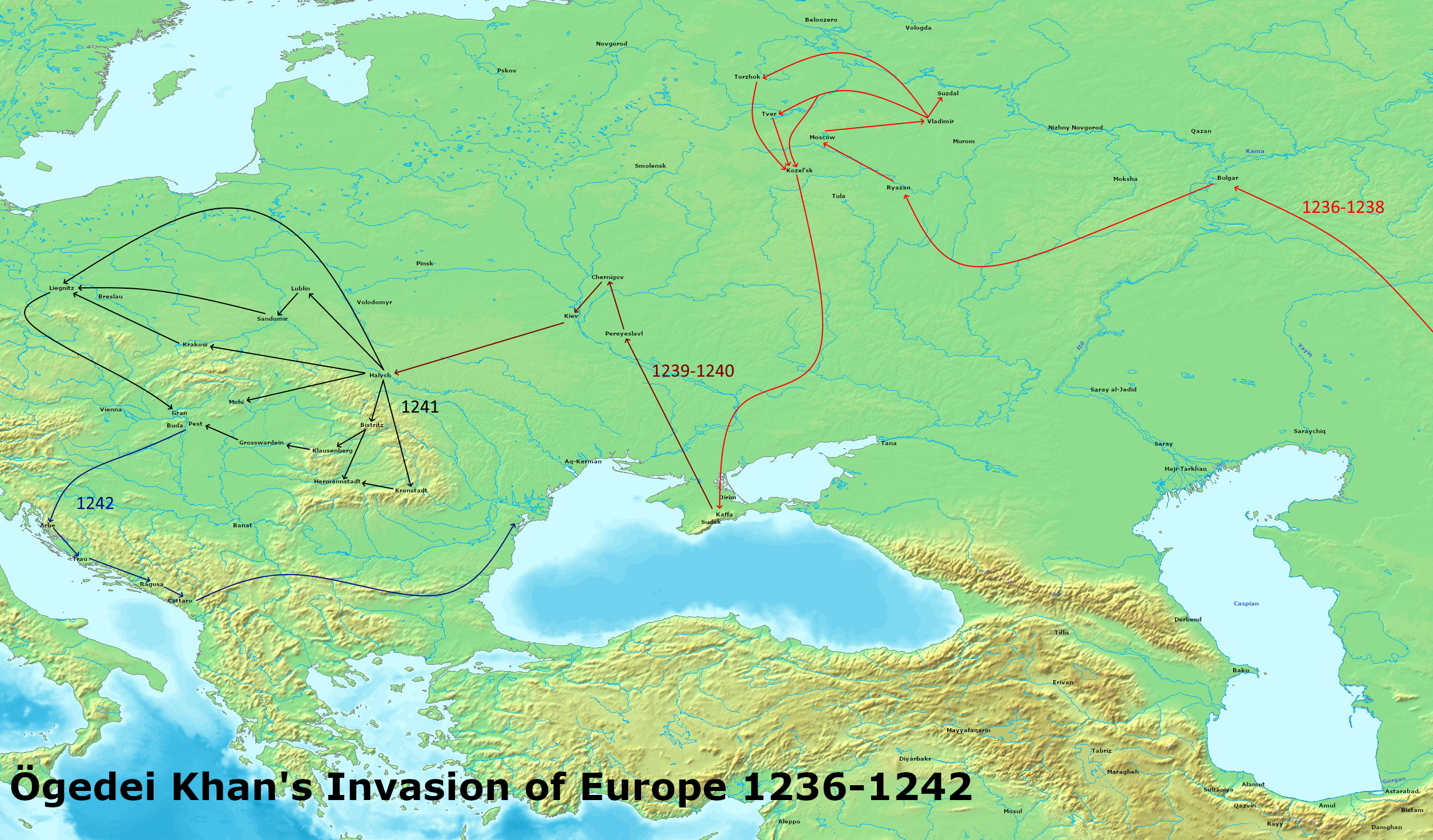
モンゴルのヨーロッパ侵攻図

1206年、モンゴル帝国を創設したチンギス・カンは配下の領民と領地を一族・功臣に分配し、彼らの領有する土地人民（＝ウルス）が連合する体制を作り上げた。チンギス・カンの長男のジョチはゲニゲス部のクナン・ノヤン、フーシン部のケテ（フーシダイ）、シジウト部のモンケウル、アルラト部のバイクら4人の千人隊長が率いる千人隊と、イルティシュ河流域を遊牧地として与えられ、モンゴル高原北西部にジョチ・ウルスを形成した。ジョチは中央アジア遠征が始まると本隊から離れてシル河下流域方面とキプチャク草原東部を制圧し、この一帯を自らの領地に加えた。
ジョチが遠征先で父に先立って急逝した時、彼には14名の息子がいたが、その中で有力な後継者候補は長男のオルダと次男のバトゥであった。『集史』「ジョチ・ハン紀」には「オルダは、バトゥの君主たることに同意していた。彼の父の地位への即位集会（クリルタイ）を催した」と記され、詳細は不明なもののオルダから譲られる形でバトゥはジョチの後継者となったようである。一方、16世紀に編纂された『チンギズ・ナーマ』では、オルダとバトゥが互いに相手こそ父の後継者に相応しいと譲り合い、最終的にチンギス・カンの裁決を仰いでバトゥが選ばれたとする。また、この時にチンギス・カンが「金の入口の白い天幕をサイン・ハン（＝バトゥ）のために、銀の入口の青い天幕をエジェン（＝オルダ）のために、鉄の入口の灰色の天幕をシバンのために建てた」ことが「白帳」「青帳」という呼称の由来になったとする。このような記述は史実とはみなしがたいが、後世バトゥ家とオルダ家が断絶しシバン（シャイバーニー）家が浮上した歴史を象徴的に語る逸話であるとみなされる。
『集史』「ジョチ・ハン紀」は上記の記述に続けて「ジョチ・ハンの軍隊から半分は彼（オルダ）、半分はバトゥが持った。彼は自分の軍隊と四人の弟のウドゥル、トカ・テムル、シンクル、シンクムと共に左翼軍となった。彼らは今日まで、左翼の諸王と呼ばれている」と記し、ジョチの軍隊の半数を継承したオルダが4人の弟とともに「［ジョチ・ウルス］左翼＝オルダ・ウルス」を形成したとする。左翼の成立と構成については研究者の間で異論はないが、問題なのは右翼で、史料上で「ジョチ・ウルスの右翼」について明確に言及する記述が存在しない。そのため、ジョチ・ウルス右翼の成立と構成については研究者の間でも諸説あるが、概ね上述した5人の王子（オルダ、ウドゥル、トカ・テムル、シンクル、シンクム）を除くジョチ家の王子がバトゥ家を中心として一つのウルスを形成したのが「バトゥ・ウルス＝白帳」であると考えられている。
また、バトゥは1230年代から1240年代にかけてヨーロッパ侵攻の総司令官を務め、この遠征で得られたチェルケシア・アラン＝アス・キプチャク・オロス（ルーシ）・ブルガール（大ブルガリア）といったキプチャク草原から東欧に到る広大な領土はジョチ・ウルスのものとなった。バトゥ・ウルスの遊牧地については、最初期はウラル川流域〜シル川流域一帯にあったとする説もあるが、ルーシ・東欧遠征で西方に広大な新領土を得て以後はサライを中心とするヴォルガ川流域がバトゥ・ウルスの中心地とされたと見られる。なお、上述したバトゥが継承した「ジョチの軍隊の半数」とは、ジョチがチンギス・カンより最初に与えられた4つの千人隊の内の半分（モンケウルとバイクの千人隊）であると見られる。そして、バトゥ・ウルスの内部でも左右両翼体制が取られ、千人隊長のバイクが右翼を、モンケウルが左翼をそれぞれ指揮していたと考えられる。

### ジョチ・ウルスの自立化

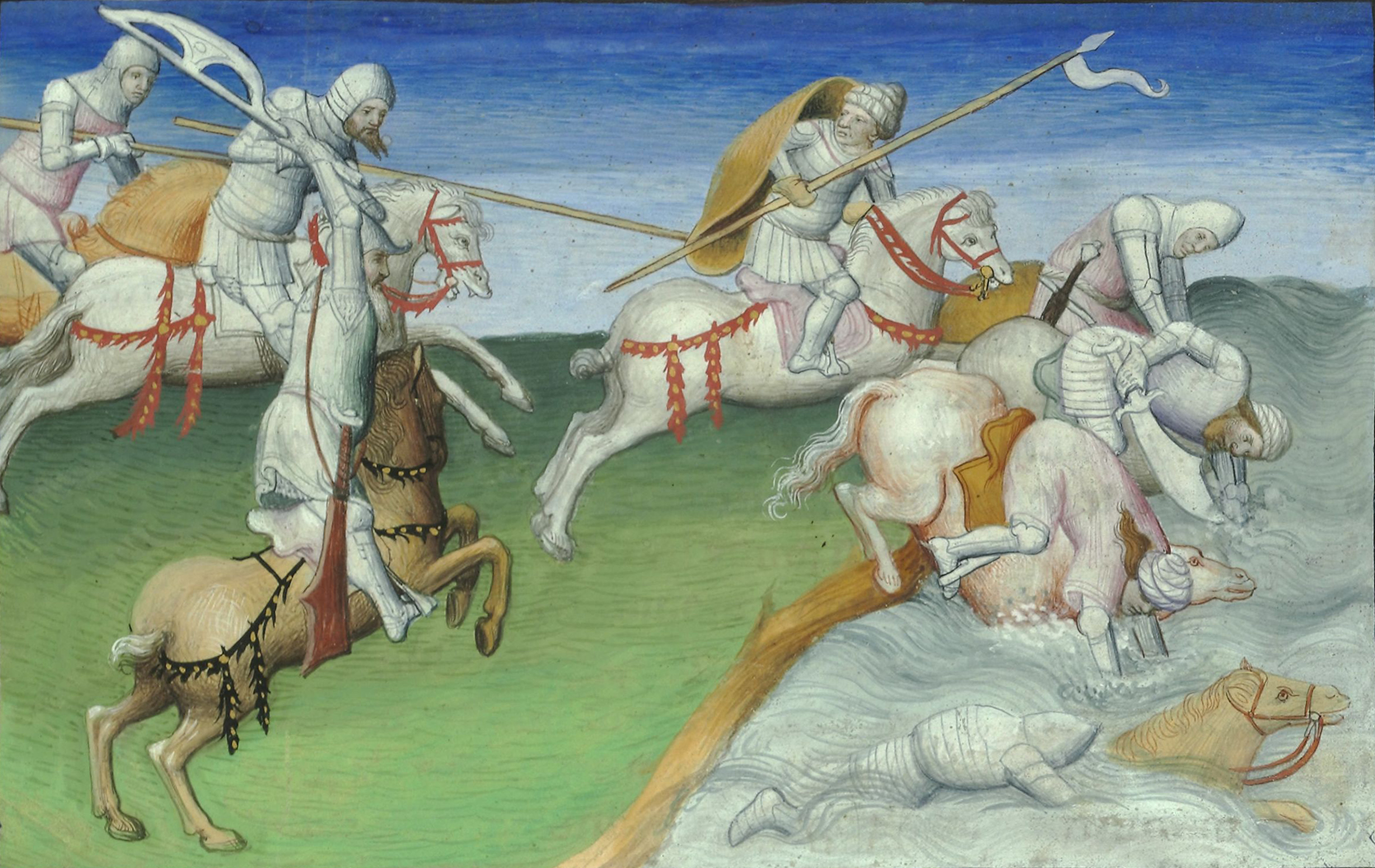
ベルケ・フレグ戦争中のテレク河の戦い

バトゥの役後、その長男のサルタクが地位を継承したものの早世し、更にその後継者ウラクチまでもが早くに亡くなったことから、バトゥの弟のベルケがジョチ・ウルス当主の地位を継承することになった。ベルケの治世において、モンゴル高原本土では帝位を巡ってクビライとアリクブケとの間で内戦（帝位継承戦争）が勃発し、これによってジョチ・ウルスをる情勢は一変した。
とりわけジョチ・ウルスにとって問題とされたのは西アジア遠征軍を率いるフレグがイランを中心として自立した（フレグ・ウルス/イルハン朝）ことで、ベルケにとっては本来ジョチ家が得るはずであったイランでの権益（特にアゼルバイジャン地方）をフレグに奪われる形となった。そこでベルケは自ら軍を率いてカフカス山脈を南下し、デルベント一帯においてフレグと激戦を繰り広げた。結局、両者ともに決定的な勝利を収めることはできず、ジョチ家はアゼルバイジャン地方を取り返すことはできなかったため、カフカス山脈を挟んだモンゴル系国家同士の対立は以後長くジョチ・ウルス右翼勢力＝バトゥ・ウルスにとって宿痾となった。また、ベルケとフレグの抗争は、この戦争で活躍した「右翼」に属するジョチ家王族ノガイが台頭するという副産物ももたらした。
一方、中央アジア方面では帝位継承戦争を経てオゴデイ家のカイドゥやチャガタイ家のバラクが独自に勢力を拡大し、やがてベルケの後継者モンケ・テムルとカイドゥ、バラクの間で中央アジアの領土が分割されるに至った（タラス会盟）。モンケ・テムルはカイドゥと異なり明確に大カアンたるクビライを否定したわけではないが、中央アジアの混乱によって東方の大元ウルスとの通好は途絶え、ジョチ家は独自の道を歩むことになった。
また、ベルケの治世についてもう一つ特筆すべきは、ベルケがモンゴル皇族としては初めて正式にイスラム教徒になったことである。ベルケが最初期のモンゴル帝国皇族としては珍しくイスラーム教の信奉者となったことは諸史料が一致して伝えており、同時代の史家ジューズジャーニーはイスラム教徒として育てられたベルケがジョチ・ウルス内でムスリム部隊を指揮し、またハン位継承後のヒジュラ暦631年（1233年/1234年）には同じくイスラム教国のインドの奴隷王朝に友好を求める使者を派遣したと述べる。また、ヨーロッパからモンゴル帝国の首都カラコルムまで旅行したウィリアム・ルブルックもバトゥの宮廷を訪れたムスリムは必ずベルケの下にも立ち寄り、ベルケの下では豚肉は食べられないと証言している。もっとも、ベルケと同時代のジョチ・ウルスの主要人物でムスリムに改名した者の記録は皆無であり、ベルケのイスラム教改宗はジョチ・ウルス内のごく一部の影響を与えたに過ぎないようであるが、「ジョチ・ウルスのイスラム化」の重要な第一歩になったことは間違いない。

### トクタ・ハンによる再編

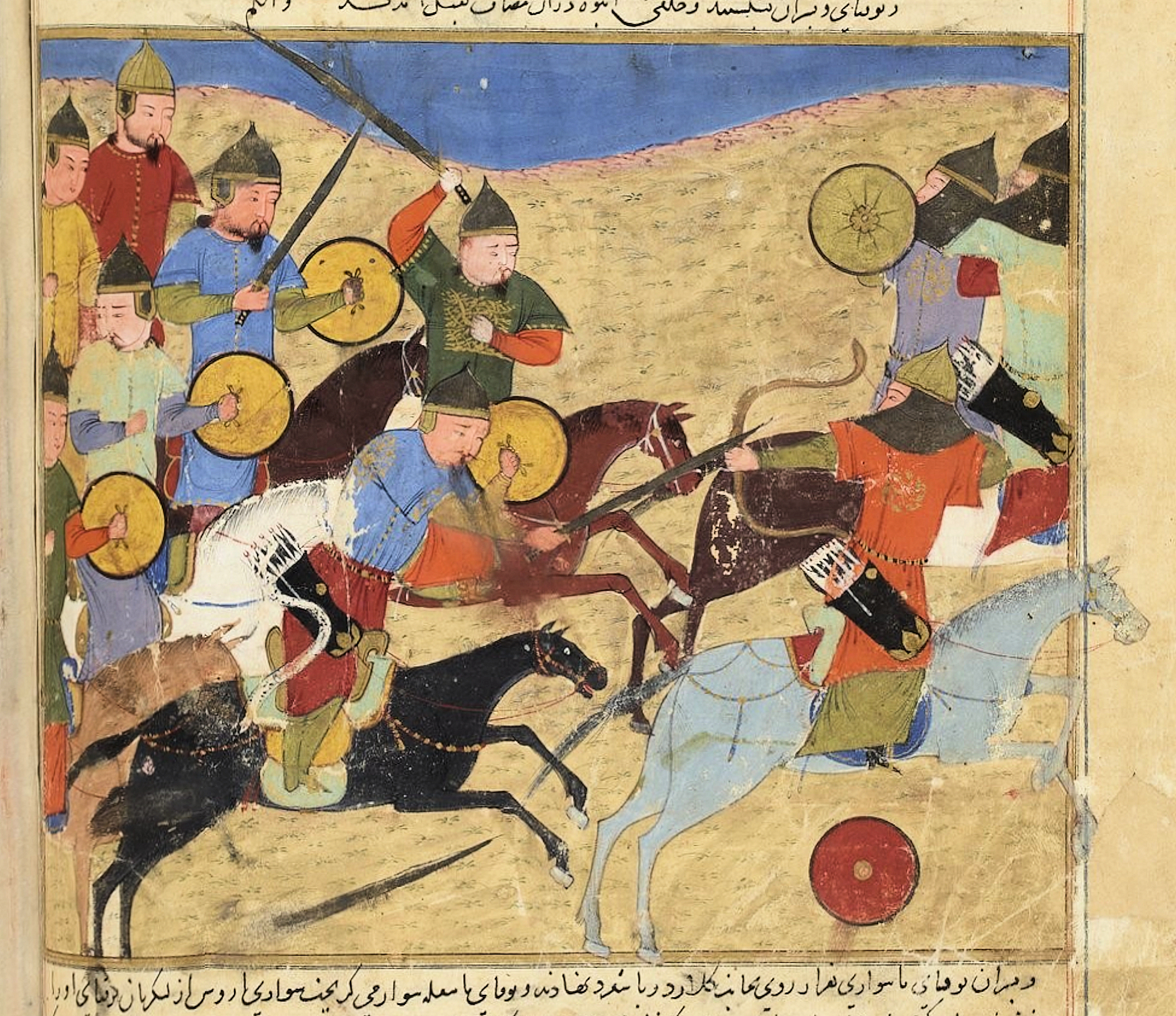
トクタとノガイの戦闘（『集史』パリ写本）

トダ・モンケの時代まではバトゥ時代のウルスの在り方がそのまま引き継がれていたが、バトゥ・ウルスにとって最初の大きな転機となったのが「右翼ウルス」に属するノガイの台頭と没落であった。ノガイはジョチの七男のボアルの子孫で、ジョチ家の中では傍流の出ながらフレグ・ウルスとの戦いで功績を挙げて台頭し、1280年には右翼を代表して左翼のコニチとともにトダ・モンケ・ハンの擁立に関わるほどの高い地位を得た。その後トダ・モンケがトレ・ブカらのクーデターによって廃されるとノガイはトレ・ブカを捕らえてモンケ・テムルの子のトクタを擁立し、トクタを傀儡とすることによってノガイはジョチ・ウルスの事実上の最高権力者となった。
しかし、トクタ・ハンはこのようなノガイの専権に不満を募らせ、ついに両者は1290年代後半より全面抗争に入った。当初はノガイが優勢であったが、捲土重来したトクタ・ハンは1300年にノガイとその息子達の内部対立に乗じてこれを破った。ノガイの死亡後、その子のチュケはトクタへの投降を勧める弟を殺してブルガリアに逃れ、トクタ・ハンは領主のいなくなったノガイの旧領を自らの諸子・諸弟に分配した。ノガイと同じく「右翼ウルス」に属するチンバイ家の王族もこの頃トクタによって処刑されており、この時に「右翼ウルス」は解体・再編され、「右翼＝青帳」と「左翼＝白帳」の2大勢力によって構成されるジョチ・ウルスのあり方が定まったと考えられている。トクタ・ハンの治世にジョチ・ウルスの在り方が大きく変貌したことは後世にも伝えられており『ムイーン史選』はトクタ・ハンの治世にジョチ・ウルスは「青帳」と「白帳」に分裂したと伝えている。
同じ頃、東方のオルダ・ウルスにおいてもクペレクがカイドゥと組んで当時の君主バヤンに叛乱を起こし、長年にわたって両者の間で抗争が続いた。最終的に、バヤンはトクタ・ハンの支援を受けることでクペレクを打倒することに成功したものの、それまで半独立的であったオルダ・ウルス当主の権威は弱まりバトゥ・ウルス君主に隷属するようになった。右翼・左翼ともに直接的支配下に入れたトクタ・ハンは安定した治世を築き、それはウズベク・ハンの治世に受け継がれた。おりしも、カイドゥ・ウルスの解体によってモンゴル帝国には「東西和合」の時代が訪れており、東西交易の活発化に伴ってこの頃のジョチ・ウルスは全盛期を迎えたと評される。

### 「大紛乱」時代

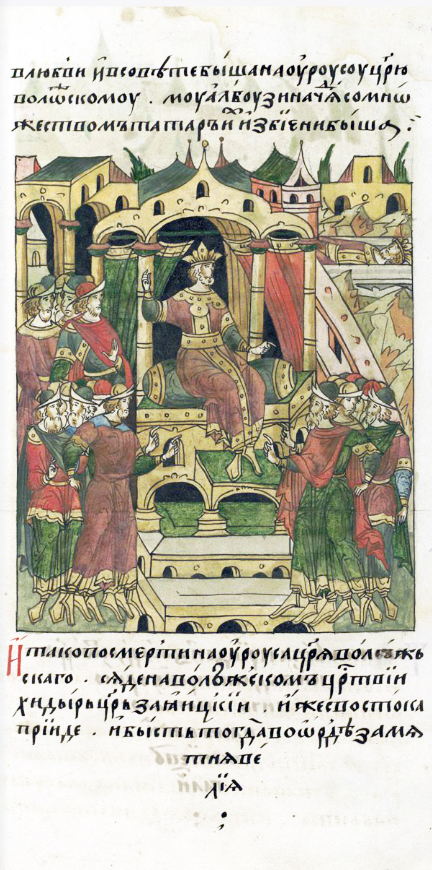
最初のシバン家出身のハンであるヒズル

ベルディ・ベク・ハンの死後、バトゥ・ウルスはバトゥ家が断絶して内乱状態に陥り、20年の間に20名あまりのハンが乱立する「大紛乱」と呼ばれる時代に入った。この内乱期に台頭してきたのが「カラ・キシ」と総称される非チンギス・カン裔の遊牧貴族と、シバン家の王族を戴くシバン・ウルスであった。
ロシア語史料の『ニコン年代記』はベルディ・ベク没後に即位したナウルーズを殺害して即位したのが「ヤイク河の向こうの帝王ヒズル」であると記しており、『高貴系譜』や『チンギズ・ナーマ』はこの「ヒズル」を「シバン・ハンの子孫のマングタイの息子」であるとする。ヒズルは当初ウズベクの正妃タイトグリの支援を受けてハンとなったがやがて両者は対立し、最終的にホラズム地方を統治するコンギラト族の支援を受けたヒズルがタイトグリの勢力を破ってサライを占領することに成功した。しかしこの内戦によってバトゥ・ウルスの混乱は深刻化し、安定を求めた民の多くが向かったのが西方クリム地方の「キヤト・ママイ」の勢力であった。
「大紛乱」以前より有力な「カラ・キシ」として著名であったキヤト氏のママイは、クリミア方面を拠点として傀儡ハンを擁立し、バトゥ・ウルスの西半分（ヴォルガ川以西〜クリミア地方）を実質的に支配した。ママイを実質的な最高指導者とするこの勢力は、ロシア語史料では「ママイ・オルダ」とも呼ばれていた。ママイ・オルダは従来のバトゥ・ウルスに代わってルーシ諸公国を間接支配し、モスクワ大公国のドミートリーは「ママイ公、帝王（ハン）、帝妃、諸侯たち」の順で伺候していたという。ただし、ジョチ・ウルス右翼たるバトゥ・ウルスの更に西半分しか支配しえないママイ・オルダはかつてのジョチ・ウルスよりも格段に勢力が低下しており、モスクワ大公国のドミートリー・ドンスコイは1378年のヴォジャ河畔の戦い、ついで1380年のクリコヴォの戦いでママイ軍を破ることに成功した。これらの戦いはバトゥのルーシ遠征以来初めてロシア人がモンゴル人に対して収めた勝利であり、モンゴル人のルーシ支配の脆弱化とモスクワ大公国の躍進に大きな影響を与えた。
一方、シバン家は南下してヒズル以後もサライ一帯を中心とするバトゥ・ウルス東半を支配し、「大紛乱」期に即位したハンの中でアズィーズ、ハサン、アラブシャー、イル・ベク、カガン・ベクらはシバン家出身であると伝えられている。イブン・ハルドゥーンはシバン家のハンはヤイク河口のサライチクに所領を有していたと伝えており、ヴォルガ川流域のサライ〜ヤイク川流域のサライチクを支配するシバン系勢力をロシア語史料では「ヴォルガ川の向こうの国」と呼称している。傀儡ハンを擁立する「カラ・キシ」と、シバン・ウルスによるバトゥ・ウルスの主導権争いという構図は、この後のトクタミシュによる再統一を挟んで15世紀初頭まで継続することとなる。

### トクタミシュのジョチ・ウルス再統一

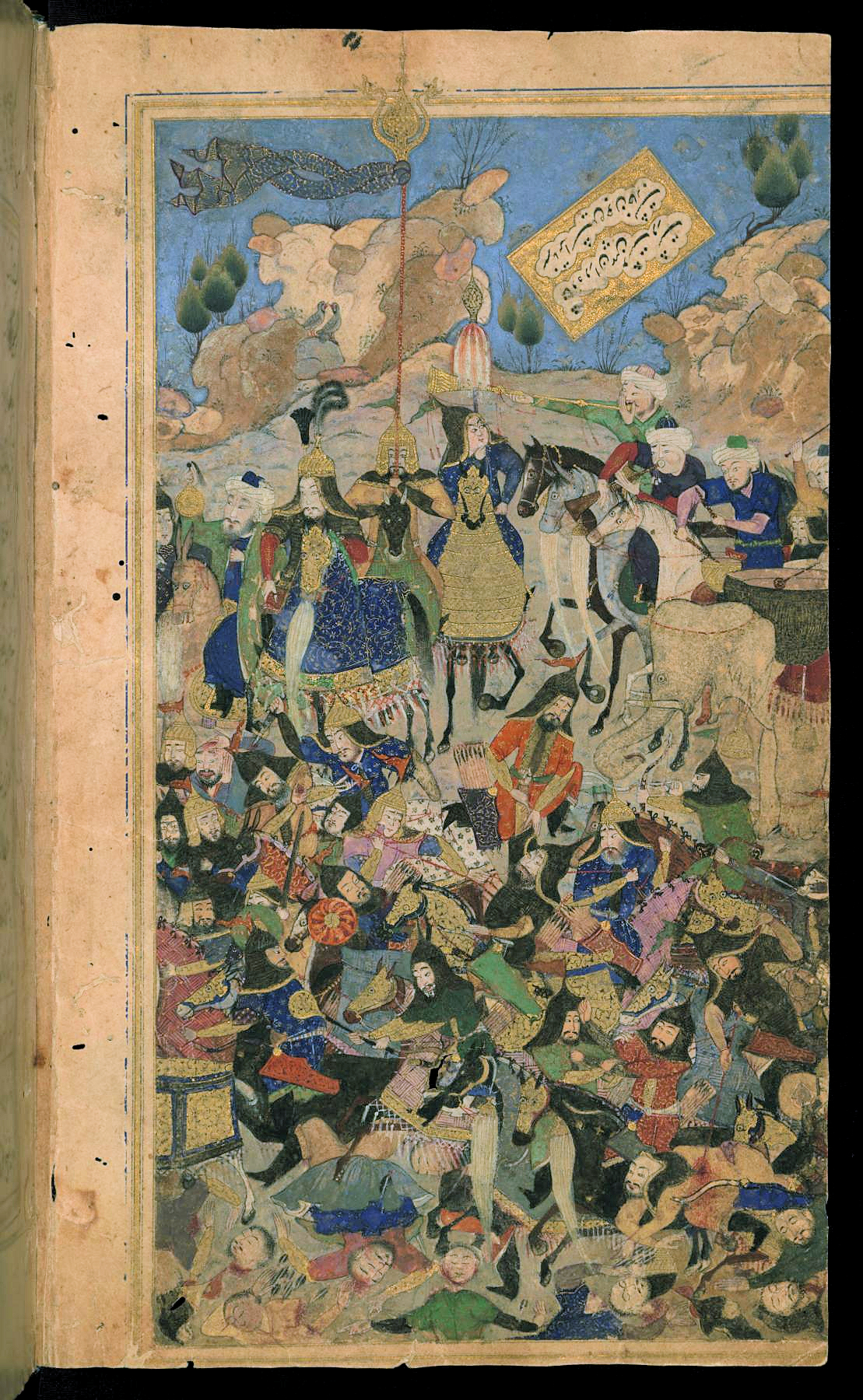
トクタミシュを打倒するティムール

ベルディ・ベクの没後、混迷を極めるジョチ・ウルス再統一の端緒を開いたのは左翼トカ・テムル家に属するオロス・ハンであった。オロス・ハンはバトゥ・ウルス同様に分裂状態にあった左翼オルダ・ウルスを再統一し、西方バトゥ・ウルスへの遠征を始めた。イブン・ハルドゥーンの記述によると、ヒジュラ暦776年（1374年/1375年）にハジ・タルハン地方の領主チェルケス・ベグがママイからサライを奪い、更にシバン家のイル・ベグがチェルケス・ベグからサライの領有権を奪った。ところが、イル・ベグは間もなく亡くなり息子のカガン・ベグに代替わりしたため、これを好機と見たオロス・ハンは自ら軍を率いてカガン・ベグを破りサライを占領した。これに対してシバン家のアラブシャーは一時的にオロス・ハンからサライを取り戻したようだが、ロシア語史料の『ニコン年代記』によると1377年にオロス・ハンはアラブシャーを破り、アラブシャーはママイ・オルダに亡命したという。
このようにオロス・ハンはオルダ・ウルスとバトゥ・ウルス東半の統一に成功したが、バトゥ・ウルスの西半（ママイ・オルダ）の平定を果たせないままに没落することになった。左翼オルダ・ウルスでは同じくトカ・テムル家出身のトクタミシュが当時中央アジアで急速に勢力を拡大しつつあったティムールの支援を受け、数度にわたる激戦の末にトクタミシュはオロスを破った。オロスの死後、遠縁のテムル・ベクが跡を継いだ。テムル・ベクはオロスの時代から活躍する一級指揮官であったが酒に溺れ朝遅くまで目覚めないという自堕落な面があり、シャーミー『勝利の書』はテムル・ベクが戦う前から人心を失い、左翼の人々はトクタミシュの勝利を望んでいたと伝えているが、数度の戦いを経てトクタミシュは遂にテムル・ベクを破り、1378年/1379年にスグナクで即位し、オルダ・ウルスを平定することに成功した。
1380年にはクリミア方面を支配するママイがクリコヴォの戦いにてモスクワ大公国に敗戦を喫し、これを好機と見たトクタミシュは西方に出兵してカルカ河畔の戦いでママイを破り、同年にはママイの勢力（バトゥ・ウルス＝青帳）を併合してベルディ・ベク以来20年ぶりにジョチ・ウルスの再統一を果たした。この左翼ウルスによる右翼ウルス平定について、ティムール朝で編纂された『ザファル・ナーマ』は「トクタミシュ・ハンは……サライの国とママク（ママイ）の国を征服した」と記している。トクタミシュはクリコヴォの戦いで勝利したモスクワ大公国をモスクワ包囲戦にて屈服させ、ルーシ諸国の隷属体制も復活させた。トクタミシュがジョチ・ウルスの右翼/左翼統一を達成したことを、『チンギズ・ナーマ』は「彼は右手と左手の慣行を廃止した」と表現している。
しかし、ジョチ・ウルスを再統一して自信を深めたトクタミシュは自らを支援してきたティムールに頼る立場に不満を抱き、1386年にはティムールの勢力圏であるアゼルバイジャン地方に進出した。トクタミシュがティムールを裏切った理由として、『勝利の書』はコンギラト部のアリー・ベク、シリン部のオルク・テムル、バアリン部のアク・ブガらといった武将たちがティムールと友好関係を築くことを進言してきたが、右翼平定後にトクタミシュに仕えるようになったマングト部の者たちがティムールを裏切るよう唆したことが主因と記している。コンギラト部族は代々左翼＝オルダ・ウルスで有力だった部族であり、トクタミシュが左翼/右翼の統一を成し遂げ、政権の権力構造が大きく変化した（従来の左翼系勢力が相対的に影響力を落とし、右翼系マングト部が台頭した）ことがトクタミシュ-ティムール戦争の大きな一因となったとみられる。更に3年後の1387年、トクタミシュはホラズム地方のスーフィー朝などを巻き込んでティムール朝の本拠地マー・ワラー・アンナフルへの侵攻を開始した。
当時、ムザッファル朝に遠征中だったティムールは急いで和睦を結んで中央アジアに「大返し」し、1391年にはコンドゥルチャ川の戦いでトクタミシュ軍を破った。しかし、中央アジア侵攻には失敗したもののトクタミシュの勢力は未だ健在で、1394年には再びカフカース山脈を越えてアゼルバイジャン地方に進出しようとした。これを迎え撃ったティムール軍はテレク河畔の戦いで大勝を収め、勝勢に乗ってキプチャク草原に進出したティムール軍によってサライを始めジョチ・ウルスの諸都市は徹底的に破壊された。ティムールによる破壊と略奪、トクタミシュによる再統一の瓦解はジョチ・ウルスの弱体化に決定的な影響を与えたと評されている。こうしてトクタミシュによるジョチ・ウルスの再統一運動はティムールによって頓挫してしまい、以後ジョチ・ウルス全体を支配する政権は現れなくなってしまう。

### バトゥ・ウルス＝青帳ハン国の分裂

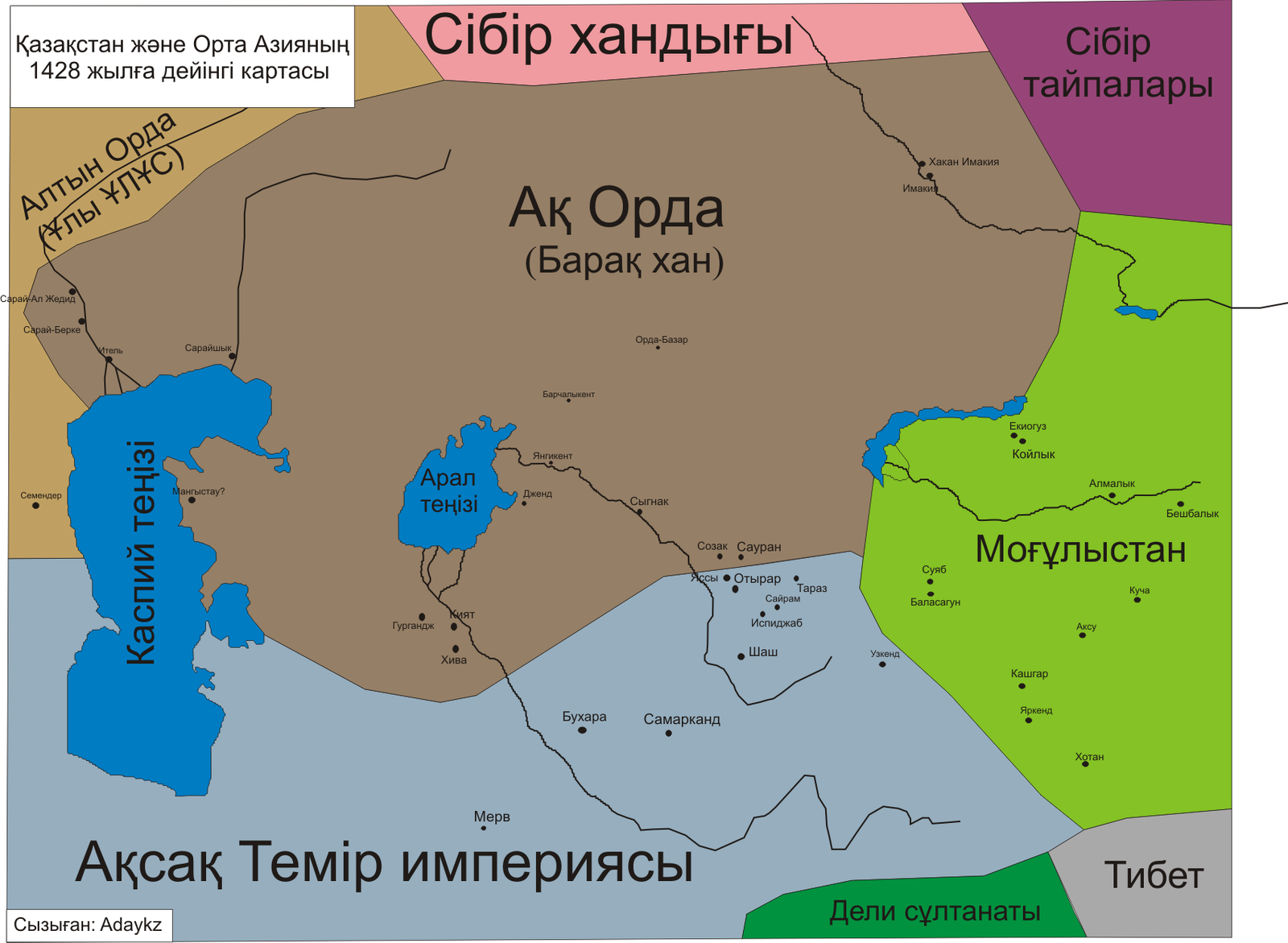
バラク時代（1428年頃）のアク・オルダ＝オルダ・ウルス

トクタミシュの敗亡後、バトゥ・ウルスでは傀儡ハンを擁立するエディゲ、トクタミシュとその息子たち、そしてシバン・ウルスが主導権争いを繰り広げる分裂状態に逆戻りした。まず勢力を拡大したのがマングト部出身のエディゲで、エディゲは自分の甥にも当たるテムル・クトルクら傀儡ハンを擁立し、バトゥ・ウルスの大部分を支配下に置いた。これに対し、トクタミシュとその息子たちはリトアニア大公国に支援を求めて対抗し、20年にわたってバトゥ・ウルス西部では両者の抗争が繰り広げられた。しかし、1419年にはエディゲとトクタミシュの息子のカーディル・ベルディが相打ちとなる形で没落し、代わって台頭してきたのがトクタミシュの近縁にあたるウルグ・ムハンマドであった。
ウルグ・ムハンマドはサライ一帯を治めることでジョチ・ウルスの正当な支配者としてみなされたが、その勢力は極めて限定的なものであって、クリミア方面やカスピ海北岸地域に実効的な支配を及ぼすことはできなかった。ウルグ・ムハンマドのように、サライを抑えることでジョチ・ウルスの正当な後継者と認められながら、著しく支配領域を縮小させた勢力のことを当時の中料では「大オルダ」と呼称している。ただし、「大オルダ」の成立・滅亡時期、また「大オルダ」 という概念そのものについては研究者によって意見がしばしば異なり、定まっていない。
1430年代に入るとウルグ・ムハンマドはクチュク・ムハンマドに敗れてヴォルガ河上流のカザンに逃れて自立し、ウルグ・ムハンマドを始祖とするこの勢力は後世「カザン・ハン国」と呼ばれた。また、ウルグ・ムハンマドの息子の一人のカースィムはモスクワ大公国の支援を受けて「カシモフ・ハン国」と呼ばれる勢力を形成したが、これはモスクワが草原地帯に進出するための傀儡国家と化した。一方、クチュク・ムハンマドとその子孫が継承した「大オルダ」の中で、アストラハンを中心とする一派は後世「アストラハン・ハン国」と呼ばれたが、「大オルダ」と「アストラハン・ハン国」の関係（両者がいつから別の勢力と見なされるようになったか）は研究者によって諸説ある。
一方、かつてママイが根拠地としていたクリミア地方にはトクタミシュによる右翼平定時に「シリン、バーリン、アルグン、キプチャク」4部族が移住しており、「トクタミシュの特別な従者」と呼ばれたこれら4部族はクリミア地方において独自の勢力を形成した。青帳（左翼）のバラクとウルグ・ムハンマドの抗争が繰り広げられていた頃、争乱を避けてリトアニアに亡命していたウルグ・ムハンマドの従兄弟のギヤースッディーンにハージー・ギレイという男子が生まれ、ハージー・ギレイは1441年に「4部族」の一つシリン部の招聯を受けてハンに即位した。ハージー・ギレイを始祖とするこの勢力は後世クリミア・ハン国と呼ばれ、後にオスマン帝国の保護下に入ることでバトゥ・ウルス系の勢力の中では最も長く存続することになった。
これら、バトゥ・ウルスから分裂した諸ハン国は二度と再統合されることなく、最終的にすべてモスクワ＝ロシアによって併合されていった。バトゥ・ウルス＝青帳ハン国の滅亡時期については諸説あるが、ヨーロッパでの伝統的な史観では「大オルダ」のシャイフ・アフマドがクリミア・ハン国のメングリ・ギレイに滅ぼされた1502年とされる。旧左翼＝オルダ・ウルスの領域に居住する集団が「ウズベク」、「カザフ」といった名称で呼ばれたのに対し、右翼＝バトゥ・ウルスの領域に居住する集団は基本的に「タタール人」と総称された。「タタール」は「ウズベク」「カザフ」と異なってモスクワ＝ロシアへの併合後独立国を形成することはできなかったが、現在のロシア連邦には「タタールスタン共和国」や「クリミア自治共和国」が属しており、これらがバトゥ・ウルスの間接的な後継者であるといえる。

## バトゥ家
- ジョチ太子(Jöči ＞朮赤/zhúchì,جوچى خان/jūchī khān)
  - 1サイン・カン/バトゥ大王(Batu ＞抜都/bádōu,باتو/bātū)
    - 2サルタク大王(Sartaq ＞撒里答/sālǐdā,سرتاق/sartāq)
    - トクカン(Tuquqan ＞توقوقان/tūqūqān)
      - ダルブ(Darbu ＞داربو/dārbū)
        - 7トレ・ブカ(Töle buqa ＞تولا بوقا/tūlā būqā)
        - 7-2ゴンチェク(Könček ＞كونجك/kūnjak)

      - 5モンケ・テムル王(Möngke temür ＞忙哥帖木児/mánggē tièmùér,مونككه تيمور/mūnkka tīmūr)
        - 7-3アルグイ(Alγuy ＞الغوى/ālghūī)
        - 8トクタ(Toqta ＞脱脱/tuōtuō,توقتا/tūqtā)
        - 7-4トグリルチャ(Toγrilča ＞طغریلجه/ṭughurīlja)
          - 9ウズベク(Özbeg ＞月即別/yuèjíbié,اوزبك/ūzbīk)
            - 10ティーニー・ベク(Tini beg ＞تينى بيك/tīnī bīk)
            - 11ジャーニー・ベク(Jani beg ＞札尼別/zháníbié,جانى بيك/jānī bīk)
              - 12ベルディ・ベク(Berdi beg ＞بيردى بيك/bīrdī bīk)
              - 13?クルナ(Qulna ＞قلنا/qulnā)
              - 14?ナウルーズ(Nawrūz ＞نوروز/nawrūz)

      - 6トデ・モンケ王(Töde möngke ＞脱脱蒙哥/tuōtuō ménggē,تودا مونككه/tūdā mūnkka)

    - エブゲン(Ebügen ＞ابوكان/abūkān)
    - 3ウラクチ(Ulaqči ＞اولاقچى/ūlāqchī)

  - 4西方諸王ベルケ(Berke ＞別児哥/biéérgē,بركاى/barkāy)

## シバン家
- ジョチ太子(Jöči ＞朮赤/zhúchì,جوچى خان/jūchī khān)
  - シバン(Šiban ＞شيبان/šībān)
    - カダク(Qadaq ＞قاداق/qādāq)
      - トレ・ブカ(Töle buqa ＞تولا بوقا/tūlā būqā)
        - マングタイ(Manγtai ＞داربو/mānkqūtāy)
          - ヒズル・ハン(Hiḍr qan ＞خضر خان/khiḍr khān)
            - テムル・ホージャ(Temür khwaja ＞تیمور خواجه/tīmūr khwāja)

          - ムラード(Murād ＞مراد خان/murād khān)

    - バハドル(Baγatur ＞تولا بوقا/bahādur)
      - ジョチ・ブカ(Jöči buqa ＞جوچى بوقا/jūchī būqā)
        - ヤダクル(Yadaqul ＞ياداقول/yādāqūl)
          - ミン・テムル(Ming temür ＞مينك تيمور/mīnk tīmūr)
            - エルベク(Elbeg ＞یلبک/īlbak)
              - カガン・ベク(Qaγan beg ＞قاآن بيک/qā'ān bīk)

            - ボラト(Bolad ＞پولاد/pūlād)
              - イブラヒム(Ibrāhīm ＞إبراهيم)
                - ダウラト・シャイフ(Dawlat shaykh ＞دورت شيخ)
                  - アブル＝ハイル・ハン(Abü al-qayr qan ＞ابو الخیر خان/abū'l-khayr khān)⇒シャイバーニー朝

              - アラブシャー(ʻArab shāh ＞عرب شاه/ʻarab shāh)

## トカ・テムル王家
- ジョチ(Jöči ＞朮赤/zhúchì,جوچى خان/jūchī khān)
  - トカ・テムル(Toqa temür ＞توقا تیمور/tūqā tīmūr)
    - バイムル(Bayimur ＞بایمور/bāyimūr)
      - トガンチャル(Toγančar ＞توغانجار/tūghānjār)
        - サシ(Sasi ＞ساسی/sāsī)
          - Ⅰ?ノカイ(Noγai ＞نوقاى/nūqāy)＝サシ・ブカと同一人物か
            - Ⅱ?エレゼン(Erezen ＞یرزن/īrazan)

        - グラク(Buz γulaq ＞توغانجار/būz ghulāq)
          - Ⅲムバーラク・ホージャ(Mubarak khwaja ＞مبارک خواجہ/mubārak khwāja)
          - Ⅳ?チンバイ(Čimbay ＞جیمبای/jīmbāy)

    - ウルン・テムル(Urung temür ＞اورنك تيمور/ūrunk tīmūr)
      - アジキ(Ajiqi ＞اجيقی/ajīqī)
        - バーキーク(Baqiq ＞باقيق/bāqīq)
          - テムル・ホージャ(Temür khwaja ＞تيمور خواجه/tīmūr khwāja)
            - バディク(Badiq ＞بادق/bādiq)
              - Ⅴオロス・ハン(Oros qan ＞اوروس خان/ūrūs khān)
                - Ⅵトクタキヤ(Toqtaqiya ＞توقتاقيا/tūqtāqiyā)
                - クユルチュク(Quyurčuk ＞توقتاقيا/qūyūrjuk)
                  - バラク・ハン(Baraq ＞براق/barāq)
                    - ジャニベク・ハン(Janibeg qan ＞جٵنٸبەك حان)⇒カザフ・ハン国

      - サルチャ(Sarča ＞اجيقی/sārīja)
        - コンチェク(Gönčeg ＞کونجه/kūnja)
          - トゥグルク・ホージャ(Tuγluq khwaja ＞تيمور خواجه/tughluq khwāja)
            - トイ・ホージャ(Toy khwaja ＞بادق/tūy khwāja)
              - Ⅷトクタミシュ・ハン(Toqtamiš qan ＞توقتاميش خان/tūqtāmīsh khān)
                - ⅩⅡジャラールッディーン(Jalal al-Din qan ＞جلال الدین خان/jalāl al-dīn khān)

          - トゥリク・テムル(Tuliq temür ＞تيمور خواجه/tūlik tīmūr)
            - ジナ(J̌ina ＞جينه/jina)
              - ハサン(Ḥasan ＞حسن/ḥasan)
                - ウルグ・ムハンマド(Uluγ Muḥammad ＞ألوغ محمد/ulūgh muḥammad)
                  - マフムーデク(Maḥmūd ＞محمود/makhmūd,Мәхмүтәк)⇒カザン・ハン国
                  - カースィム(Qāsim ＞قاسم/qāsim)⇒カシモフ・ハン国

    - キン・テムル(Kin temür ＞کين تيمور/kīn tīmūr)
      - アバイ(Abai ＞اباي/abāy)
        - ノムカン(Nomuqan ＞نومقان/nūmuqān)
          - クトルク・テムル(Qutluq temür ＞قتلق تيمور/qutluq tīmūr)
            - Ⅶテムル・ベク・ハン(Temür beg qan ＞تيمور بيک خان/tīmūr bīk khān)
              - Ⅸテムル・クトルク・ハン(Temür qutluq qan ＞تيمور قتلق خان/tīmūr qutluq khān)
                - ボラト・ハン(Bolad qan ＞بولاد/būlād)
                - ⅩⅠテムル・ハン(Temür qan ＞تيمور خان/tīmūr khān)
                  - クチュク・ムハンマド(Küčük muḥammad qan ＞کوچوک محمد/kūchūk muḥammad)
                    - マフムード・ハン(Maḥmūd qan ＞محمود خان/maḥmūd khān)⇒アストラハン・ハン国
                    - アフマド・ハン(Aḥmad qan ＞احمد خان/aḥmad khān)⇒大オルダ

            - クトル・ベク(Qutlu beg ＞قوتلو بيک/qūtlū bīk)
              - Ⅹシャディ・ベク・ハン(Šadi beg qan ＞شادی بيک خان/shādī bīk khān)

## 歴代バトゥ・ウルス当主
1. バトゥ（1225年 - 1255/56年）…ジョチの次男
2. サルタク（1256年）…バトゥの長男
3. ウラクチ（1256年?）…バトゥの子
4. ベルケ（1256年? - 1266年）…ジョチの三男で、バトゥの弟
5. モンケ・テムル（1266/67年 - 1280年?）…バトゥの子のトクカンの子
6. トダ・モンケ（1281年? - 1287年）…トクカンの子で、モンケ・テムルの弟
7. トゥラ・ブカ（トレ・ブカ）（1287/88年 - 1291年）…トクカンの子のダルブの子
  - ゴンチェク…トゥラ・ブカの弟
  - アルグイ…モンケ・テムルの長男
  - トグリルチャ…モンケ・テムルの子
8. トクタ（1291年 - 1312/13年）…モンケ・テムルの子
9. ウズベク・ハン（1313年 - 1342年）…モンケ・テムルの子のトグリルチャの子
10. ティーニー・ベク（ティニベク・ハン）（1342/43年）…ウズベク・ハンの子
11. ジャーニー・ベク（ジャニベク・ハン）（1342/43年 - 1357年）…ウズベク・ハンの子
12. ベルディ・ベク（ベルディベク・ハン）（1357年 - 1360/61年?）…ジャーニー・ベクの子
13. クルナ（クルパ）（1358/59年 - 1359/60年?）…ジャーニー・ベクの子で、ベルディ・ベクの弟
14. ナウルーズ（1358/59年 - 1360/61年）…ウズベク・ハンの未亡人のタイトグリと結婚
15. ヒズル（1358年 - 1359/60年?）…シバン家
16. テムル・ホージャ（1359/60年?）…ヒズルの子
17. オルド・マリク
18. ケルディ・ベク（1360年 - 1362年）…ウズベク・ハンの子

### 「青帳ハン」
『ムイーン史選』の記す歴代青帳ハン。ただし、先述したように『ムイーン史選』の記述には混乱があり、系譜についてはほとんどが信用できず、「青帳」も実際には「白帳」の間違いではないかと考えられている。
1. トグリルチャ…モンケ・テムルの子
2. ウズベク・ハン（1313年 - 1342年）…トグリルチャの子
3. ジャーニー・ベク（1342/43年 - 1357年）…ウズベク・ハンの子
4. ベルディ・ベク（1357年 - 1360/61年）…ジャーニー・ベクの子
5. ケルディ・ベク…ウズベク・ハンの子
6. オルダ・シャイフ…エレゼンの三男とされる
7. ヒズル…ノガイの子のサシ・ブカの息子とされるが、実際にはシバンの玄孫
8. フラファ（クルナ）…ノガイの子のサシ・ブカの息子とされるが、実際の系統は不明
9. テムル・ホージャ…オルダ・シャイフの息子とされるが、実際にはヒズルの息子
10. ムラード…オルダ・シャイフの息子とされるが、実際にはヒズルの子もしくは弟
11. アズィーズ…テムル・ホージャの息子とされるが、実際にはヒズルの息子
12. ハージー…オルダ・シャイフの弟とされるが、実際にはヒズルの息子
13. チェルケス
14. トクタミシュ…白帳ハン
15. ジャラールッディーン…白帳ハン
16. ジャッバール・ベルディ